# Кей (сеть магазинов)
«КЕЙ» — бывшая советская и российская федеральная сеть супермаркетов цифровой техники. Основана в декабре 1991 года. Штаб-квартира находилась в Санкт-Петербурге. Упразднена в марте 2019 года.

## История
«КЕЙ» был создан в конце восьмидесятых годов на базе отдела программного обеспечения НИИ Имитационных Технологий выпускниками Ленинградского политехнического института имени М. И. Калинина. Официальная дата рождения «КЕЙ» — 1 декабря 1991 года, когда помимо программ собственной разработки компания стала продавать расходные материалы (картриджи для принтеров и дискеты) в помещении, арендованном у магазина «Техническая книга» в Санкт-Петербурге на Пушкинской улице, дом 2.
В 1992 году был открыт первый полноценный магазин «КЕЙ» на Литейном проспекте, дом 57 — единственный на тот момент компьютерный магазин Санкт-Петербурга, в котором был представлен широкий ассортимент компьютерной техники и расходных материалов.
Весной 2001 года начал работу интернет-магазин «КЕЙ».
В декабре 2004 года открылся первый магазин «КЕЙ» за пределами Санкт-Петербурга — в Великом Новгороде.
В 2005 году был запущен единый колл-центр 074 (справки по наличию товаров в магазинах «КЕЙ» Санкт-Петербурга).
В 2006 году компания приобрела одного из своих конкурентов на рынке Санкт-Петербурга — торговую сеть «РиМ», стоимость сделки составила около $3 млн.

### Ребрендинг

Бренд-персонажи компании «КЕЙ»

В рамках реализации новой коммуникационной стратегии компания «КЕЙ» с 1 ноября 2011 года запустила ребрендинг.
Разработкой нового образа компании и проведением социологических исследований занимались российские и зарубежные агентства.
Суть нового образа — «„КЕЙ“ помогает найти общий язык с техникой». Новый девиз компании — «техника и человек».
Бренд-персонажами нового образа «КЕЙ» были выбраны синий квадрат (символизирует технику) и красный круг-смайлик (символизирует человека). Эти образы представлены на новом логотипе компании и используются в её рекламных материалах: персонажи общаются друг с другом, помогая потребителю получить правильные ответы на различные вопросы.
Новый логотип компании был рецензирован в рубрике «Бизнес-линч» на сайте Студии Артемия Лебедева и получил нейтральную оценку.

Старый (слева) и новый (справа) логотипы компании «КЕЙ»

К 2013 году компания планировала завершить обновление всех своих торговых залов и окупить инвестиции в данный проект, которые составили 650 млн рублей.

### Закрытие
В начале января 2019 года в СМИ стала появляться информация о возможной скорой смене собственника и закрытии магазинов сети, а вскоре факт подготовки сделки официально подтвердил основатель и президент группы компаний DNS Дмитрий Алексеев. В результате интернет-магазин «КЕЙ» перестал принимать заказы 11 марта 2019 г., а 17 марта стало последним рабочим днём для всех розничных филиалов торговой сети.
По мнению Дмитрия Алексеева, с уходом сети магазинов «КЕЙ» на рынке электроники перестал существовать сегмент компьютерной розницы.

### Дальнейшая судьба бренда
С 2006 г. в Петрозаводске функционирует четырёхэтажный торговый центр, который после закрытия сети магазинов «КЕЙ» в 2019 г. продолжает использовать её логотип, название и адрес официального сайта по сей день. В 2024 году в данном ТЦ присутствуют различные магазины, в том числе, магазин техники DNS, которому выделен весь второй этаж.

## Собственники и руководство
- 74 % — Иващенко Михаил Владимирович (генеральный директор).
- 26 % — Терентьева Елена Владимировна[30].

## Коммерческая деятельность
Компания занималась розничной продажей цифровой техники, настольных компьютеров собственной сборки и комплектующих к ним, периферийных устройств, оргтехники, телекоммуникационного оборудования, расходных материалов и программного обеспечения, а также оказывала услуги по настройке цифрового оборудования и обслуживанию корпоративных компьютерных сетей.
Сеть магазинов «КЕЙ» насчитывала 18 супермаркетов в Санкт-Петербурге и 11 — в других регионах России (Великий Новгород, Воронеж, Череповец, Петрозаводск, Белгород, Липецк, Ярославль, Таганрог, Гатчина). Средняя площадь супермаркета — от 500 до 1000 м², общая площадь сети магазинов «КЕЙ» составляла 46,5 тыс. м². Ежегодно магазины компании посещали около 15 млн покупателей.
«КЕЙ» являлась авторизованным дилером (партнёром) крупнейших производителей цифровой техники и программного обеспечения: Intel, AMD, ASUS, MSI, Apple, Microsoft, Canon, EPSON, Samsung, Kingston, Acer, LG, Sony, и др. Полная номенклатура торговой сети включала около 25 тыс. товарных позиций.
Оборот компании по итогам 2011 года составил 9 млрд руб.
Численность персонала — более 1,5 тыс. человек.
В 2019 году сеть магазинов «КЕЙ» прекратила своё существование.

## Общественная деятельность
Компания «КЕЙ» была генеральным спонсором научно-занимательной премии «Большой УМ» («БУМ»), которая основана Интерактивным музеем занимательной науки «ЛабиринтУм» и присуждается дважды в год детям в возрасте 7-16 лет за их первые выдающиеся достижения: проведение экспериментов и создание макетов и видеороликов в различных областях науки и техники.

## Награды
- Генеральный директор сети магазинов «КЕЙ» Михаил Иващенко три раза подряд (в 2008, 2010 и 2012 годах) становился одним из победителей рейтинга «25 лучших управляющих российских ИТ-компаний», организованного журналом CRN/RE (издательский дом «СК Пресс»)[35].
- По состоянию на 23 января 2014 года «КЕЙ» занимал второе место в рейтинге компьютерных компаний розничной торговли Санкт-Петербурга в рамках проекта iTRrate, который основан русскоязычным интернет-изданием iXBT.com[36].
- По итогам исследований, проведенных в 2012 году сайтом Superjob.ru среди работающих в России компаний-работодателей, «КЕЙ» получил статус «Привлекательный работодатель-2012»[37].

## Критика
В 2006 году в управление Федеральной антимонопольной службы (УФАС) по Воронежской области поступило несколько заявлений от физических лиц с жалобами на то, что в рекламе компании «КЕЙ», которая размещалась на уличных щитах, содержится фраза «самый большой компьютерный супермаркет».
Представители компании пояснили, что на тот момент их магазин в Воронеже действительно является самым большим компьютерным супермаркетом, и информация, представленная на рекламных щитах, лишь констатирует сложившуюся ситуацию.
Некоторые эксперты полагают, что жалобы, поступившие в УФАС, могут быть вызваны желанием других игроков на рынке компьютерной техники Воронежа создать административные преграды для компании «КЕЙ», с которой они не могут в полной мере конкурировать по ассортименту, качеству обслуживания и ценовой политике.